# Clark/Lake (Metro de Chicago)
Clark/Lake es una estación en las líneas Rosa, Verde, Marrón, Naranja, Púrpura y Azul del Metro de Chicago. La estación se encuentra localizada en 100-124 West Lake Street en Chicago, Illinois. La estación Clark/Lake fue inaugurada el 22 de septiembre de 1895 la estructura elevada elevada) y el 25 de febrero de 1951 la parte subterránea.  La Autoridad de Tránsito de Chicago es la encargada por el mantenimiento y administración de la estación.

## Descripción
La estación Clark/Lake cuenta con 2 plataformas laterales (elevadas), 1 plataforma central (subterránea) y 2 vías. 

## Conexiones
La estación es abastecida por las siguientes conexiones de autobuses: 
- Rutas del CTA Buses: #22 Clark #24 Wentworth #134 Stockton/LaSalle Express #135 Clarendon/LaSalle Express #136 Sheridan/LaSalle Express #156 LaSalle